# Маматказин, Ильдар Арифович
Ильдар Арифович Маматказин (узб. Ildar Orifovich Mamatkazin; 25 октября 1988 года; Андижан, Узбекская ССР, СССР) — узбекский футболист, Защитник каршинского «Насафа».

## Карьера
До 2010 года играл в составе молодёжной команды «Андижана». С 2010 года начал выступать за основную команду. Маматказин выступал за «Андижан» до конца 2012 года и за это время сыграл в 47 матчах и забил 3 гола. В начале 2013 года перешёл в качестве аренды в ташкентский «Пахтакор». В середине 2014 года перешёл в самаркандское «Динамо» и выступал за этот клуб до конца 2015 года. С февраля 2016 года игрок каршинского «Насафа».